# Apterosperma oblata
Genre
Espèce
Statut de conservation UICN

 CR B2ab(i,ii,iii,iv,v) : 
En danger critique
Apterosperma oblata est une espèce de plantes à fleurs de la famille des Theaceae. C'est l'unique espèce du genre Apterosperma.

## Publication originale
- Acta Scientiarum Naturalium Universitatis Sunyatseni 15(2): 91. 1976.